# Batracomorphus turnus
Batracomorphus turnus är en insektsart som beskrevs av Knight 1983. Batracomorphus turnus ingår i släktet Batracomorphus och familjen dvärgstritar. Inga underarter finns listade i Catalogue of Life.